# Тит Вергиний Трикост Рутил
Тит Вергиний Трикост Рутил (на латински: Titus Verginius Tricostus Rutilus; † 463 пр.н.е.) e римски политик на ранната Римска република. През 479 пр.н.е. е консул с колега Кезо Фабий Вибулан. Вергиний се бие безуспешно с град Вейи.
Вергиний произлиза от патрицианската фамилия Вергинии. Той е внук на Опитер Вергиний Трикост, консул 502 пр.н.е. Вергиний е син на Прокул Вергиний Трикост Рутил, консул 486 пр.н.е. и брат на Авъл Вергиний Трикост Рутил, консул 476 пр.н.е.
Тит Вергиний умира през 463 пр.н.е. като авгур по време на чумна епидемия.
1. 1 2  T. Verginius (22) Opet. f. Opet. n. Tricostus Rutilus //   Посетен на 10 юни 2021 г.
2. ↑  107 //   Посетен на 10 юни 2021 г.
3. ↑  97 //   Посетен на 10 юни 2021 г.